# Passiflora menispermifolia
Passiflora menispermifolia Kunth – gatunek rośliny z rodziny męczennicowatych (Passifloraceae Juss. ex Kunth in Humb.). Występuje naturalnie w Nikaragui, Kostaryce, Panamie, Kolumbii, Ekwadorze, Peru, Boliwii oraz Brazylii (w stanach Acre, Amazonas, Maranhão i Goiás).

## Morfologia
PokrójZdrewniałe, trwałe, owłosione liany.
LiścieOwalne lub potrójnie klapowane, rozwarte lub ostrokątne u podstawy, skórzaste. Mają 6,5–8,5 cm długości oraz 3,5–6,5 cm szerokości. Całobrzegie, z tępym wierzchołkiem. Ogonek liściowy jest owłosiony i ma długość 15–40 mm. Przylistki są w kształcie nerki, mają 10–30 mm długości.
KwiatyPojedyncze. Działki kielicha są podłużnie owalne, fioletowe, mają 3–4 cm długości. Płatki są podłużnie owalne, fioletowe, mają 3–4 cm długości. Przykoronek ułożony jest w 3–6 rzędach, fioletowy, ma 1–40 mm długości.
OwoceSą elipsoidalnego kształtu. Mają 6–6,5 cm długości i 3–3,5 cm średnicy.